# 원시 파시즘
원시 파시즘(proto-fascism, Präfaschismus)은 파시즘의 근간을 형성하고 영향을 준 직접적 전대 이념과 문화 운동을 말한다.
저명한 원형 파시스트 인물은 정치가 베니토 무솔리니와 이탈리아 파시즘에 영향을 준 이탈리아 민족주의자인 가브리엘레 단눈치오이다. 원시 파시스트 정치 운동에는 이탈리아 민족주의자 협회(Associazione Nazionalista Italiana, ANI), 독일 전국 상업 노동자 협회(Deutschnationaler Handlungsgehilfen-Verband, DHV), 독일 국민당(Deutschnationale Volkspartei, DNVP)이 포함된다.